# James Wimshurst

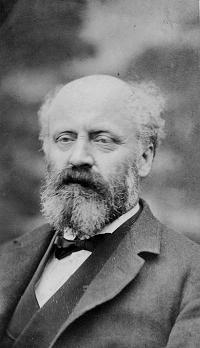
James Wimshurst

James Wimshurst (* 13. April 1832 in Poplar; † 3. Januar 1903 in Clapham, London) war ein englischer Erfinder.

## Leben und Wirken
Wimshurst war der Sohn des Henry Wimshurst. Er wuchs in Steabonheath House in London auf und wurde Auszubildender bei der Werft Thames Ironworks and Shipbuilding and Engineering Co. Ltd. bis 1853. 1865 heiratete er Clara Tribble. Nachdem er 1865 nach Liverpool gezogen war, arbeitete er dort an der Liverpool Underwriters' Registry.
1874 trat er dem Board of Trade, einem Teil der Handelskammer, als Schiffsvermesser bei Lloyds bei. 1890 wurde er der Vertreter des Board of Trade bei einer internationalen Konferenz in Washington.
Wimshurst verbrachte den größten Teil seiner Freizeit mit Experimenten. Neben seinen elektrischen Arbeiten verbesserte Wimshurst später auch ein Messgerät mit einer Vakuumpumpe, um die Schiffsstabilität anzuzeigen, und entwickelte Methoden, um Leuchttürme elektrisch mit dem Festland zu verbinden.
Im Jahre 1878 fing er an, mit Influenzmaschinen zu experimentieren, um elektrische Funkensprünge für unterhaltende und wissenschaftliche Zwecke zu erzeugen. Ab 1880 zeigte Wimshurst Interesse an elektrostatischen Influenzmaschinen. Sein Haus in Clapham war mit einer vielseitigen Werkstatt ausgestattet, die eine große Bandbreite an Werkzeugen und Gerätschaften für elektrische Experimente ermöglichte.
Wimshurst entwarf verschiedene Typen von elektrostatischen Generatoren, wie sie vor ihm schon von William Nicholson, Ferdinand P. Carré und Wilhelm Holtz entwickelt worden waren. Wimshursts Weiterentwickelung heißt heute „Holtz-Wimshurst-Maschine“.
Kurz darauf entwickelte er seine „Duplex machine“. Das Gerät hat zwei Scheiben, welche sich in gegensätzliche Richtungen drehen, mit metallischen Sektoren auf deren Oberfläche. Verglichen mit ihren Vorgängermodellen war diese Maschine weniger anfällig für atmosphärische Umgebungsbedingungen und brauchte keine elektrische Spannungsversorgung. Diese Apparatur wurde selbst wieder von anderen Entwicklern verbessert, wie zum Beispiel die „Pidgeon-Maschine“, welche, von W. R. Pidgeon entwickelt, durch einen höheren Effekt bei der Induktion höhere Ausgangsspannungen lieferte.
1882 entwickelte Wimshurst seine „Cylindrical machine“ und verbesserte bis 1883 seine Apparatur, die in vollendeter Form später als „Influenzmaschine nach Wimshurst“ oder „Wimshurstmaschine“ bekannt wurde.
1885 wurde eine der größten „Wimshurstmaschinen“ in England gebaut, sie steht heute im Wissenschafts- und Industriemuseum in Chicago.
Wimshurst wurde 1889 Mitglied in der „Institution of Electrical Engineers“. 1891 beschrieb er eine Maschine, welche Wechselstrom von hoher Spannung erzeugt. 1896 fand seine Mehrscheiben-Influenzmaschine Anwendung zur Versorgung eines Röntgenstrahlengenerators für Röntgenaufnahmen sowie für Elektroschocktherapien. Für seine Verdienste um die Medizin wurde Wimshurst 1898 zu einem Mitglied der Royal Society gewählt.
James Wimshurst starb am 3. Januar 1903 in Clapham im Alter von 70 Jahren.
| Personendaten    | Personendaten                                                         |
| ---------------- | --------------------------------------------------------------------- |
| NAME             | Wimshurst, James                                                      |
| KURZBESCHREIBUNG | englischer Erfinder                                                   |
| GEBURTSDATUM     | 13. April 1832                                                        |
| GEBURTSORT       | Poplar, Vereinigtes Königreich von Großbritannien und Irland          |
| STERBEDATUM      | 3. Januar 1903                                                        |
| STERBEORT        | Clapham, London, Vereinigtes Königreich von Großbritannien und Irland |